# Randee Heller
Randy M. "Randee" Heller (Brooklyn, Nueva York; 10 de junio de 1947) es una actriz estadounidense de cine, teatro y televisión.

## Carrera
Heller es reconocida por interpretar el papel de Alice en la comedia de los años 1970 Soap – uno de los primeros papeles recurrentes de una mujer lesbiana en la historia de la televisión – y de la madre soltera Lucille LaRusso en las películas The Karate Kid, The Karate Kid Part III y la serie Cobra Kai. Heller además protagonizó el telefilme de 1979 Can You Hear the Laughter? The Story of Freddie Prinze. También apareció en papeles de reparto en las series Mad Men como Ida Blankenship y en Wilfred en el papel de Margot.

## Filmografía

### Cine
| Año  | Título                    | Papel           | Director         | Notas                 |
| ---- | ------------------------- | --------------- | ---------------- | --------------------- |
| 1979 | Fast Break                | Jan             | Jack Smight      | Debut cinematográfico |
| 1984 | The Karate Kid            | Lucille LaRusso | John G. Avildsen |                       |
| 1986 | The Ladies Club           | Harriet         | Janet Greek      |                       |
| 1989 | The Karate Kid Part III   | Lucille LaRusso | John G. Avildsen |                       |
| 1993 | The Baby Doll Murders     | Sra. Maglia     | Paul Leder       |                       |
| 1994 | Frame-Up II: The Cover-Up | Ruth Epstein    | Paul Leder       |                       |
| 1997 | Matter of Trust           | Stoddard        | Joey Travolta    |                       |
| 1998 | Bulworth                  | Sra. Tannenbaum | Warren Beatty    |                       |
| 2005 | Monster-in-Law            |                 | Robert Luketic   |                       |
| 2005 | Better Days               | Harriet Winners | Raul Ingils      |                       |
| 2005 | Crazylove                 |                 | Ellie Kanner     |                       |
| 2017 | A Crooked Somebody        | Phylis          | Trevor White     |                       |

### Televisión
| Año     | Título                   | Papel                       | Notas                        |
| ------- | ------------------------ | --------------------------- | ---------------------------- |
| 1978    | Husbands, Wives & Lovers | Rita DeLatorre              | 10 episodios                 |
| 1979    | Supertrain               | Tammie Tyler                | 1 episodio                   |
| 1979    | 240-Robert               | Joan Laurent                | 1 episodio                   |
| 1979    | Soap                     | Alice                       | 9 episodios                  |
| 1980    | The White Shadow         | Susan                       | 1 episodio                   |
| 1980    | Number 96                | Marion Quintzel             | 1 episodio                   |
| 1981    | Quincy, M.E.             | Iris                        | 1 episodio                   |
| 1982    | Today's FBI              |                             | 1 episodio                   |
| 1983    | Amanda's                 | Barbara Mehrin              | 1 episodio                   |
| 1984    | Oh Madeline              |                             | 1 episodio                   |
| 1984    | Mama Malone              | Connie Malone Karamkopoulos | 13 episodios                 |
| 1984    | Night Court              | Anita Fries                 | 1 episodio                   |
| 1985    | Hunter                   | Peg Sullivan                | 1 episodio                   |
| 1985    | Night Court              | Renee                       | 1 episodio                   |
| 1985-86 | Fame                     | Peggy Persky                | 3 episodios                  |
| 1986    | Better Days              | Harriet Winners             | 11 episodios                 |
| 1987    | The Bronx Zoo            | Jeannie                     | 2 episodios                  |
| 1987-88 | Second Chance            | Helen Russell               | 21 episodios                 |
| 1989    | ALF                      | Elaine Ochmonek             | 1 episodio                   |
| 1989-90 | Who's the Boss?          | Carol                       | 2 episodios                  |
| 1990    | Major Dad                | Maggie Connell              | 1 episodio                   |
| 1990    | Midnight Caller          | Katie McGill                | 2 episodios                  |
| 1990    | His & Hers               | Lynn                        | 1 episodio                   |
| 1990    | The Fanelli Boys         | Viva Fontaine               | 1 episodio                   |
| 1990    | WIOU                     | Janet Harper                | 1 episodio                   |
| 1991    | Pacific Station          | Charlotte                   | 1 episodio                   |
| 1991    | Murder, She Wrote        | Cynthia Devereaux           | 1 episodio                   |
| 1993    | Camp Wilder              | Madre                       | 1 episodio                   |
| 1993    | Melrose Place            | Detective Altman            | 1 episodio                   |
| 1994    | The Mommies              | Gary / Mary                 | 1 episodio                   |
| 1994    | Love & War               | Marjorie                    | 1 episodio                   |
| 1994    | ER                       |                             | 1 episodio                   |
| 1996    | High Incident            |                             | 1 episodio                   |
| 1996    | Family Matters           | Jennifer Mooney             | 1 episodio                   |
| 1997    | Ink                      |                             | 1 episodio                   |
| 1997    | Crisis Center            |                             | 1 episodio                   |
| 1997    | Coach                    | Kathi                       | 1 episodio                   |
| 1997    | Fired Up                 | Tina                        | 3 episodios                  |
| 1999    | Clueless                 |                             | 1 episodio                   |
| 1999    | Chicago Hope             | Pam Miller                  | 1 episodio                   |
| 2000    | Family Law               | Jessica Bronson             | 1 episodio                   |
| 2001    | Jack & Jill              | Sra. Weyman                 | 1 episodio                   |
| 2001    | Popular                  | Judy Julian                 | 2 episodios                  |
| 2001    | Judging Amy              |                             | 1 episodio                   |
| 2002    | Felicity                 | Psiquiatra                  | 1 episodio                   |
| 2002    | Judging Amy              |                             | 1 episodio                   |
| 2003    | Less Than Perfect        | Sra. Ross                   | 1 episodio                   |
| 2003    | Judging Amy              |                             | 1 episodio                   |
| 2004    | Drake & Josh             | Grammy                      | 1 episodio                   |
| 2004    | The Stones               | Lila                        | 1 episodio                   |
| 2004    | The Division             |                             | 1 episodio                   |
| 2004    | Clubhouse                |                             | 1 episodio                   |
| 2005    | Judging Amy              | Evelyn Pankow               | 1 episodio                   |
| 2005    | Crossing Jordan          | Julie Harvey                | 1 episodio                   |
| 2006    | Nip/Tuck                 |                             | 1 episodio                   |
| 2009    | Brothers & Sisters       | Karin                       | 1 episodio                   |
| 2009    | Hawthorne                | Shirley Riddle              | 1 episodio                   |
| 2010    | Mad Men                  | Ida Blankenship             | 6 episodios                  |
| 2010    | Grey's Anatomy           | Joanne Ratigan              | 1 episodio                   |
| 2011    | Honey and Joy            | Dottie                      | Cortometraje para televisión |
| 2011    | In Plain Sight           | Dora Alpert                 | 3 episodios                  |
| 2011    | Desperate Housewives     | Karen                       | 1 episodio                   |
| 2011    | Prime Suspect            | Sra. Minoff                 | 1 episodio                   |
| 2011    | Generator Rex            | Voces adicionales           | 1 episodio                   |
| 2012    | The Mentalist            | Marta Roman                 | 1 episodio                   |
| 2013    | Emily Owens, M.D.        | Maggie                      | 1 episodio                   |
| 2013    | Modern Family            | Rita                        | 1 episodio                   |
| 2013-14 | Wilfred                  | Margot                      | 4 episodios                  |
| 2014    | Partners                 | Jueza Miller                | 1 episodio                   |
| 2016    | Mary + Jane              | Grace                       | 1 episodio                   |
| 2018-24 | Cobra Kai                | Lucille LaRusso             | 3 episodios                  |